# Famille Bruce
Pour les articles homonymes, voir Bruce et Brix (homonymie).
La famille Bruce  (autrefois de Brus) est  une famille originaire de Normandie dont on trouve les premiers membres au XIe siècle. Elle passa en Angleterre au XIIe siècle et donna des branches en Écosse et en Irlande.

Une branche reconnue comme issue de la branche écossaise s’installa dans le Poitou au XVIIe siècle. La filiation authentique de cette famille française ne remonte toutefois pas au delà du 13 décembre 1626 avec Adam Brusse, écuyer, seigneur de Walton, qui obtint 1633 du roi d'Angleterre, des lettres patentes reconnaissant qu'il descendait de Robert Bruce, comte de Clackmannan, vivant au XVe siècle, descendant lointain d'un oncle de Robert Bruce, roi d'Écosse de 1306 à 1329. Elle fut reconnue noble en France en 1635 puis en 1715 et subsiste de nos jours.

## Origines en Normandie
Selon l'ouvrage de Claude Pithois, Brix, berceau des Rois d'Écosse (1980), Robert Bruce auteur commun des branches de la famille Bruce en Angleterre, en Écosse et en Irlande est un membre de la famille normande de Brus qui possédait au XIe siècle le château de Brix en Normandie dans le Cotentin, près de Cherbourg.
Cette famille qui s'installa en Angleterre au XIIe siècle sous Henri Ier avec Robert Ier de Brus (mort en 1142) était originaire de Normandie où elle tenait le château de Brix dans le Cotentin qui lui fut donné au XIe siècle, par le duc de Normandie et portait le nom « de Brus », « de Bruis », « de Brix ». Adam de Brus, premier auteur connu de la famille remplaça l'ancien château en bois par un château en pierre dont il ne subsiste que des ruines. La famille de Brus n’apparaît plus à Brix avant la perte de la Normandie en 1204. Après la mort de Pierre de Brus vers 1185, son héritage passe à Luce de Bruce, petite-fille d'Adam de Brus et femme de Guillaume du Hommet, connétable de Normandie.

## Famille Bruce en Angleterre, Écosse et Irlande
Jusqu'à 1100 la famille Brus reste dans l'ombre et les histoires légendaires de ses engagements en Angleterre et en Écosse avant cette date ne sont pas prouvé tout comme l'affirmation qu'un Brus accompagna Guillaume le Conquérant lors de la conquête de l'Angleterre est à peu près certainement due à une confusion avec la famille de Braose. Ce n'est qu'à l'arrivée de Robert de Brus Ier (mort en 1142) en Angleterre sous Henri Ier, que la famille commerce à émerger.
Ses membres installés d'abord en Angleterre s'implantent en Écosse à partir de la première moitié du XIIe siècle et y formant l'un des plus puissants clans du pays.
Robert Ier Bruce est couronné roi d'Écosse en 1306. En 1326, l'Auld Alliance est renouvelée par le traité de Corbeil, entre Robert Ier Bruce et Charles IV le Bel. 
La sœur aînée de Robert Ier devint reine consort de Norvège en épousant le roi Éric II de Norvège.
Un de ses frères, Édouard Bruce, lutte contre les Anglais en Irlande et est victorieux. Couronné roi d'Irlande en 1316, son règne ne dure pas. En 1318, il est vaincu par les Anglais à Dundalk et meurt au combat.
David II d'Écosse, fils de Robert Ier, succède à son père en 1329. Son existence en Écosse étant devenue trop périlleuse face aux Anglais, il partit pour la France (à bord d'un bateau envoyé par Philippe VI) et débarqua à Boulogne le 14 mai 1334. Pendant son séjour en France, il résida principalement au Château-Gaillard. Après quelques années d'exil, il revint en Écosse en 1341 et commença à assumer le gouvernement du royaume. À sa mort sans descendance directe en 1371, les Stuart héritent du trône.

### Ascendances deRobertIer
Robert Ier († 1142), 1er lord d'Annandale, est le fondateur de la famille Bruce. Il a été dit, sans preuves et depuis plusieurs siècles, être le fils d'Adelme de Brus († 1094), compagnon d'armes de Guillaume le Conquérant durant la conquête de l'Angleterre, qui aurait combattu à Hastings en 1066 pour devenir le seigneur de Skelton, époux d'Agnès de Sourdeval, dont il eut Robert († 1141/1142), Guillaume († 1155), prieur de Guisborough, Richard († 1131), évêque de Coutances, et Adam(† 1143), seigneur de Brix qui bâtit le château fort laissant deux fils. Mais Adelme de Bruce est considéré par certains auteurs comme une invention permettant de légitimer les prétentions des Bruce au trône d'Écosse en enjolivant son histoire.
Robert Ier est un allié d’Henri Ier Beauclerc, dont il est présumé avoir soutenu la conquête de la Normandie en 1105-1106. Peut-être aussitôt après la bataille de Tinchebray en septembre 1106, Henri Ier lui donne 80 manoirs dans le Yorkshire, principalement dans le wapentake de Claro, puis 13 manoirs de plus autour de Skelton, et quelques autres dans le comté de Durham. La seigneurie de Skelton, était l’un des points d’ancrage du contrôle normand dans le nord de l’Angleterre. Probablement en 1124-1125, le roi David Ier d'Écosse lui donne Annandale avec son château.
Son fils Adam († 1143) lui succède comme lord de Skelton. Il épouse Agnès, fille d’Étienne, comte d’Aumale. Ses descendants tiennent Skipton encore quatre générations après lui, jusqu’en 1272.
Robert II († v. 1194), deuxième fils de Robert Ier, lui succède comme lord d'Annandale.
Robert Bruce (Robert VI Bruce) (1243–1304), 6e lord d'Annandale et comte de Carrick (par son mariage), est le père de Robert Ier. Il accompagna Édouard Ier d'Angleterre lors de sa croisade de 1269/1270.
Une marche militaire est connue sous le nom de Marche des soldats de Robert Bruce. Elle aurait été exécutée pour la première fois à la bataille de Bannockburn en 1314. La tradition nous enseigne que l'entrée de Jeanne d'Arc à Orléans en 1429 se serait faite aux sons des cornemuses et de cette marche.

### AprèsDavidII
La plupart des branches de la famille Bruce existantes après le décès de David II descendent de Thomas Bruce, qui reçut de David II la seigneurie de Clackmannan. Si ce Thomas était indubitablement apparenté à la famille royale, sa filiation est indéterminée. Il pourrait être un petit-fils ou un petit-neveu de Robert Ier.
Ce Thomas Bruce laissa un fils, Robert (seigneur de Clackmannan), décédé avant 1389, qui est appelé dilectus consanguineus (cher parent) dans une charte que lui octroya en 1359 le roi David II Bruce. Ce Robert laissa trois fils dont les deux aînés, Robert et Édouard, furent les auteurs de deux grandes branches.
Les descendants de la première branche tiennent aujourd'hui les titres de comte d'Elgin (depuis 1633) et comte de Kincardine (1643), baronnets de Stenhouse (1628) et de Downhill (1804). C'est à cette branche qu'appartiennent notamment :
- Thomas Bruce († 1841), ambassadeur à Constantinople (et connu pour avoir transporté le décor sculpté du Parthénon d'Athènes à Londres) ;
- James Bruce († 1863), gouverneur général du Canada puis vice-roi des Indes ;
- Victor Bruce († 1917), également vice-roi des Indes de 1894 à 1899.

L'auteur de la seconde branche, Edouard Bruce de Clackmannan, épousa avant 1417 Agnès, héritière de la seigneurie d'Airth. Le rameau de la famille Bruce établi en France est issu de cette branche.

### Personnalités

Armoiries de et David II Bruce, rois d'Écosse.

- Robert Ier († 1142), 1er lord d'Annandale, est amené en Angleterre par le roi Henri Ier d'Angleterre après sa victoire décisive de Tinchebray en 1106. Il reçoit de lui de nombreuses terres dans le Yorkshire et le comté de Durham. Il est aussi l'un des Normands sur lesquels s'appuie le nouveau roi d'Écosse David Ier pour installer son autorité, son gouvernement et son administration. Il lui donne la seigneurie d'Annandale et son château, probablement dès 1124. En 1138, il participe à la bataille de l'Étendard qui voit la victoire des forces anglaises du roi Étienne d'Angleterre sur celles de David Ier d'Écosse.
- Adam Bruce, le fils aîné du précédent, lui succède dans ses fiefs anglais. Sa descendance s'éteindra en 1272 avec Peter Bruce connétable de Scarborough.
- Robert II († 1194 ?), 2e lord d'Annandale.
- Robert III († av.  1191), épouse en 1183 une princesse scote, Isabelle de Dunkeld, fille naturelle de Guillaume Ier, roi d'Écosse.
- William Bruce († 1211/1212), 3e lord d'Annandale, succéda à son père Robert II.
- Robert IV dit le Noble († entre 1226 et 1233), 4e lord d'Annandale, succéda à son père William. Il épouse Isabelle, fille de David, comte de Huntingdon, frère des rois Malcolm IV d'Écosse et Guillaume Ier d'Écosse. Ce mariage est à l'origine des prétentions de la famille au trône.
- Robert V dit le Compétiteur († 1295), 5e lord d'Annandale, fils de Robert IV, et prétendant au trône d'Écosse contre Jean Balliol en 1290.
- Robert VI Bruce († 1304), comte de Carrick, par son mariage. Son fils Robert VII Bruce sera finalement reconnu roi d'Écosse en 1306.
- William Bruce of Airth († 1490). Envoyé par Jacques III en France à la tête de troupes auxiliaires, il y eut une brillante conduite, si bien que Charles VIII le fit chevalier de l'ordre de Saint-Michel, lui permettant d'ajouter une fleur de lys à ses armes, et lui donna la seigneurie de Concressault, dans le Berry[7].
- James Bruce († 1794), diplomate, explorateur et géographe écossais.
- Michael Bruce of Stenhouse (en) († 1861). Complice de l'évasion du comte de Lavalette lors de la Restauration.
- Andrew Bruce (en). Ayant rejoint un escadron blindé des Scots Guards, il débarqua en Normandie en 1944. Au cours de la bataille de Normandie, le 12 août 1944 près de Chênedollé, son tank fut touché par une roquette Panzerfaust et prit feu. Sévèrement brûlé et blessé à la jambe droite, Andrew Bruce fut évacué vers l'Angleterre[10]. Il est décoré de la Légion d'honneur.

## Famille de Bruce en France

Armes famille de Bruce (France)

Gustave Chaix d'Est-Ange écrit « la famille de Bruce en France ne peut remonter par filiation authentique au delà du 13 décembre 1626, date à laquelle Adam Brusse, écuyer, seigneur de Walton, fixé en Poitou à la suite du duc de Thouars dont il était maître d'hôtel, épousa Marie d'IIarman, fille d'un capitaine au régiment des gardes du roi.
Il indique qu'Adam Brusse, écuyer, seigneur de Walton, natif de la province de Stiring en Écosse, obtint en juillet 1633 du roi d'Angleterre, des lettres patentes reconnaissant qu'il était fils d'Antoine de Brusse, seigneur de Walton, et de Jeanne Leichman, petit-fils de Thomas de Brusse, seigneur de Larbert-Scheils, et de Marie Drummond, arrière-petit-fils de Thomas de Brusse, écuyer, seigneur de Larbert-Scheils, et d'Élisabeth Auchmoutie, que sa généalogie était très ancienne, que ses prédécesseurs avaient été honorés de la dignité de chevalier et qu'il descendait au sixième degré de Robert Bruce, comte de Clackmannan, chevalier, vivant au XVe siècle. Il obtint du roi Louis XIII, le 20 juin 1634, des lettres de naturalisation pour lui et pour ses deux fils mineurs et se fit maintenir dans sa noblesse le 2 juin 1635 par sentence de l'élection de Thouars.
Il ajoute que « Les Bruce de France ont, du reste, toujours été reconnus comme parents par ceux d'Écosse et d'Irlande ».
Henri Jougla de Morenas dans Le Grand Armorial de France (1938) écrit que la famille de Bruce est une ancienne et très illustre famille d'origine scandinave, établie au XIe siècle en Normandie qui suivit Guillaume le Conquérant à la conquête de l'Angleterre, et reçut de grands biens en Écosse. Il indique que la famille de Bruce établie en Poitou au XVIIe siècle est issue de John Bruce, oncle de Robert Bruce (mort en 1329) roi d'Écosse.
Régis Valette dans le Catalogue de la noblesse française (2007) indique que la famille de Bruce est originaire d'Écosse et est une famille d'ancienne extraction écossaise, reconnue noble en France en 1715.

### Armes
D'or, au sautoir de gueules, au chef du même, chargé à dextre d'une étoile d'or,,,.

### Personnalités
- Robert de Bruce († 1917). Après avoir été blessé dans l'infanterie, il devient pilote de chasse en novembre 1916 pour continuer à combattre. Successivement à l'escadrille N69 et à la N75, lieutenant, il trouve une mort glorieuse, à l'âge de 27 ans, le 11 septembre 1917, dans un combat aérien mené au-dessus des lignes ennemies, à Consenvoye. Il est décoré de la Croix de guerre et de la Légion d'honneur[14].

## Famille Bruce en Russie
Selon Dimitri G. Fedosoc, une famille installée en Russie avant 1647 serait possiblement issue des barons de Clackmannan et Airth, dont des membres auraient fui les purges des Cromwell pour chercher fortune ailleurs,. Elle fournit de nombreux cadres à l'armée russe et à la haute administration.

## Filiation
En Normandie
- Adelme de Bruce († 1094)
  × Agnès de Sourdeval (filiation supposée mais contestée)
  - Robert II († 1141/1142), seigneur de Skelton, branche d'Angleterre
  - Guillaume († 1155), prieur de Guisborough
  - Richard († 1131), évêque de Coutances
  - Adam († 1143), seigneur de Brix, constructeur du château de Brix
    - Guillaume († 1140)
      - Pierre, seigneur de Brix

    - Robert, seigneur de Brix
      - Luce
  × Guillaume II, baron du Hommet (cf. famille du Hommet)

Branche d'Angleterre
- Robert Ier († 1142), 1er lord d'Annandale
  - Adam Ier († 1143), lord de Skelton
    - Adam II († v. 1198), lord de Skelton
      - Peter Ier († 1222), lord de Skelton
        - Peter II († 1240), lord de Skelton
          - Peter III († 1272), lord de Skelton

  - Robert II († 1194 ?), 2e lord d'Annandale
    - Robert III († avant 1191)
    - William Bruce († 1211/1212), 3e lord d'Annandale
      - Robert IV († entre 1226 et 1233), 4e lord d'Annandale
        - Robert V († 1295), 5e lord d'Annandale
          - Robert VI († 1304), 6e lord d'Annandale, comte de Carrick
            - Édouard (v. 1275-1318), comte de Carrick, roi d'Irlande en 1316
              - Alexandre († 1333), illégitime, devenu comte de Carrick en 1330

            - Robert VII (1274-1329), 7e lord d'Annandale, monte sur le trône écossais en 1306 sous le nom de Robert Ier[note 3]
              - Robert (v.1293-1332), lord de Liddesdale, enfant illégitime
              - David II (1324-1371), roi d'Écosse (1329-1371)
              - Marjorie (v.1296-1316), épouse Walter Stuart (v.1296–1327), 6e grand sénéchal d'Écosse
                - Robert II Stuart (1316-1390), roi d'Écosse (1371-1390)

### Armoiries
La famille Bruce en Angleterre portait d'or au sautoir de gueules, au chef du même. les différentes branches portent des armoiries issues de ces armes.

Principales branches subsistantes en Angleterre, Écosse, Irlande
Comtes d'Elgin et de Kincardine.
Marquis d'Ailesbury.
Barons d'Aberdare.
Baronnets Bruce, de Stenhouse.